# Diana Goertskaja
Diana Goedajevna Goertskaja (Georgisch: დიანა ღურწკაია, Russisch: Диана Гоедаевна Гурцкая) (Soechoemi, 2 juli 1979) is een Georgische zangeres.

## Biografie
Diana Goertskaja werd Soechoemi, Abchazië geboren, toen het nog deel uitmaakte van de Sovjet-Unie. Vanaf haar geboorte is Goertskaja blind. Haar kindertijd bracht Goertskaja deels door in de Russische hoofdstad Moskou.
In 2000 kwam haar debuutalbum uit, genaamd Ty zdes. Goertskaja is tijdens haar loopbaan veel gecomplimenteerd; onder andere ontving ze in 2007 de eremedaille Geëerd artiest van de Russische Federatie uit de handen van de Russische president Vladimir Poetin. Ze ontving ook Orde van de Vriendschap, Orde van de Eer in Rusland en de Orde van Eer in Georgië.

## Eurovisiesongfestival
In 2007 deed Goertskaja voor het eerst een gooi naar het Eurovisiesongfestival. Ze zond het liedje How come in naar de Wit-Russische nationale finale. Tijdens de eerste ronde kreeg ze niet het meeste aantal stemmen, maar doordat de jury haar als een van de twee juryfavorieten koos mocht ze doorstromen naar de finale. In de finale verloor ze uiteindelijk van Dmitri Koldoen en diens lied Work your magic.
Een jaar later, in 2008, probeerde ze haar geboorteland Georgië te vertegenwoordigen. Met 34,9% van de stemmen won ze de Georgische nationale finale, waardoor ze met haar liedje Peace will come naar het Servische Belgrado mocht. Tijdens de halve finale werd ze vijfde en in de finale eindigde ze in een elfde plaats, wat tot dan toe de beste prestatie was op het Eurovisiesongfestival voor Georgië.

## Persoonlijk leven
Goertskaja is getrouwd met Pjotr Koetsjerenko, een bekende Russische advocaat sinds 2005. Sinds 2007 hebben ze samen een zoon.
In 2009 trok Goertskaja veel media-aandacht naar zich toe toen zij geen visum kreeg voor een reis naar het Verenigd Koninkrijk vanwege het feit dat zij blind was. Door al deze aandacht kon Goertskaja alsnog naar het Verenigd Koninkrijk afreizen en werden de regels voor het verkrijgen van het visum aangepast.